# Joule par mètre cube-kelvin
Le joule par mètre cube-kelvin (J m−3 K−1) est l'unité SI de la capacité thermique volumique ou chaleur volumique.
C'est la chaleur volumique d'un corps homogène d'un mètre cube dans lequel l'apport d'une quantité de chaleur d'un joule produit une élévation de température thermodynamique d'un kelvin.